# Pusakanagara
Pusakanagara is een bestuurslaag in het regentschap Ciamis van de provincie West-Java, Indonesië. Pusakanagara telt 2781 inwoners (volkstelling 2010).